# Cottocomephorus grewingkii
Cottocomephorus grewingkii is een straalvinnige vissensoort uit de familie van Baikaldonderpadden (Cottocomephoridae). De wetenschappelijke naam van de soort is voor het eerst geldig gepubliceerd in 1874 door Dybowski.